# Melina May
Melina May (* 20. Dezember 1995 in Neunkirchen) ist eine deutsche Pornodarstellerin.

## Leben
Melina May machte nach ihrem abgebrochenen Architekturstudium eine Ausbildung zur Tanzlehrerin. Seit Mai 2018 ist sie als Camgirl und Amateurdarstellerin tätig, nachdem sie im Kontakt mit ihrer Kollegin und Landsfrau Lena Nitro dazu kam.

## Auszeichnungen
- 2022: Venus Award in der Kategorie Beste Darstellerin (Europa)[3]
- 2024: Venus Award in der Kategorie Beste Girl-Girl Szene (Jury Award) mit Jolee Love[4]

## Filmografie (Auswahl)
- 2019: German Love: Verschärfte Urlaubsflirts
- 2019: Blue Movie: Swingerurlaub in den Bayerischen Bergen
- 2019: Magma: Strassenflirts 94
- 2019: Magma: Personal Trainer 2
- 2019–2020: Cat-Coxx (14 Folgen)
- 2020: Hitzefrei: Brandheiss
- 2020: Magma: HandwerkerService24: Wir kommen immer! 2
- 2021: Deutschland Porno: Der Backstage Ficker 17
- 2021: Deutschland Porno: Meine geile Nachbarin 19
- 2022: Deutschland Porno: Sex im Büro 5
- 2022: Magma: Die Sex-Beraterin 3
- 2022: Deutschland Porno: Der Backstage Ficker 21
- 2022: Deutschland Porno: Start frei für die Müllers 5
- 2022: Deutschland Porno: Start frei für die Müllers 6
- 2022: Deutschland Porno: Verführt von einer Schlampe
- 2024: Magma: Streit, Lust, Sex 2